# Ibrahim Shyti
Ibrahim Shyti (ur. 18 maja 1879 w Tragjasi, zm. w czerwcu 1972 we Wlorze) – albański pisarz i publicysta, autor ponad 5 tysięcy książek. W publikacjach używał pseudonimów, jak Brahim Vlora, Ujku Plak oraz Topi i Vlorës.

## Życiorys
W 1897 roku został przez władze osmańskie internowany w Krui. Należał do pro-niepodległościowego stowarzyszenia Bashkimi, w ramach działalności patriotycznej publikował dla czasopism Kombi, Dielli, Besa oraz Bashkimi. Pracował tymczasowo w Janinie w latach 1904-1905 i w Atenach do 1907 roku. W 1909 roku otworzył we Wlorze zakład krawiecki oraz założył księgarnię Shpresa, będącą pierwszą w tymże mieście; Shyti prowadził zakład krawiecki do 1921 roku, a podczas okupacji włoskiej podjął decyzję o jej zamknięciu.
W 1940 roku wraz z żoną i synem został aresztowany. W trakcie niemieckiej okupacji ponownie został aresztowany oraz internowany, mimo to w miejscu uwięzienia pisał artykuły nawołujące młodzież do udziału w wojnie wyzwoleńczej.
Po II wojnie światowej prowadził własne archiwum oraz posiadał bibliotekę i galerię fotografii, na które składało się kilkaset różnych książek oraz zdjęć; po śmierci Ibrahima Shytiego, jego córka Godiva przekazała całą kolekcję archiwum państwowemu oraz Biblioteki Narodowej Albanii.

## Tytuły
Został nagrodzony tytułem honorowego obywatela miasta Wlora.

## Życie prywatne
Syn Tahira i wnuk Mahmuta. Miał starszego brata.
Był żonaty z Salushe Lilajn, z którą miał pięcioro dzieci: córkę Godivę (ur. 1932; najmłodsza z rodzeństwa) oraz synów Luteriego (najstarszy z rodzeństwa), Pupo, Hektora, Moisiu i Vilhelmiego. Cała rodzina należała do ruchu antyfaszystowskiego, a Hektor i Pupo należeli do partyzantki; pierwszy z nich był kilkukrotnie otoczony, następnie więziony przez włochów. Po zwolnieniu z więzienia pracował w Tiranie, jednak z powodu kontynuowania działalności antyfaszystowskiej w 1943 roku był więziony w Portu Romano. Zmarł następnego roku w obozie zagłady w Prisztinie.
Pupo Shyti studiował ekonomię we Włoszech; przerwał jednak studia w celu przyłączenia się do walki wyzwoleńczej, którą zakończył w stopniu majora, a po II wojnie światowej pracował jako ekonomista w Państwowej Komisji Planowania w Tiranie. Vilhelmi ukończył studia z zakresu inżynierii w Pradze, następnie pracował w tym zawodzie między innymi w elektrociepłowni w Fierze, a Luteri, po ukończeniu studiów ekonomicznych, pracował we Wlorze jako księgowy. Z kolei Godiva ukończyła studia albanistyczne na Uniwersytecie Tirańskim, następnie przez wiele lat pracowała jako nauczycielka jednego z gimnazjów we Wlorze, którego została dyrektorką.